# The Black Crowes
The Black Crowes – amerykański zespół rockowy utworzony w 1989 roku w Atlancie przez braci Chrisa i Richa Robinsonów. Osadzony w tradycji rock and rolla i rhythm and bluesa amerykańskiego Południa.

## Historia grupy
W 1989 r. zespół przyciągnął uwagę wytwórni Def American, pod której szyldem nagrał pierwszą płytę, Shake Your Money Maker, wydaną w 1990 r. Płyta osiągnęła sukces komercyjny w USA i Europie. W czasie 10-dniowej przerwy w 350-koncertowej trasie grupa ponownie weszła do studio, nagrywając album The Southern Harmony and Musical Companion. Jeszcze przed ukończeniem nagrania zespół opuścił Jeff Cease. Zastąpił go były gitarzysta Burning Tree, Marc Ford.
W 1994 roku, w czasie ogromnej popularności, wypełnionym trasami koncertowymi, grupa wydała płytę Amorica. Z powodu kontrowersyjnej okładki przedstawiającej dolną część bikini, zrobioną z amerykańskiej flagi, były problemy z jej sprzedażą w USA. Jednak płyta okazała się światowym hitem.
W 1996 roku, jesienią, zespół rozpoczął 18-miesięczną trasę koncertową, która jednak została przerwana w wyniku narastających konfliktów między muzykami. Wydana została płyta Three Snakes and a One Charm, uznana za słabszą od poprzednich. Kolejne sesje nagraniowe przerwane zostały odejściem z zespołu Marca Forda, a kilka tygodni później – Johnny'ego Colta, którego zastąpił Sven Pipien. Jako klawiszowca przyjęto Eddiego Harsha.
Kolejny album, By Your Side, z 1998 roku, odrodził nieco nadwątloną reputację grupy jako zespołu czerpiącego z prawdziwie rockowych korzeni, a płyta Live at the Greek z zarejestrowanym koncertem z Jimmym Page’em, z legendarnego Led Zeppelin, jeszcze ją wzmocniła.
Następna płyta, Lions z 2001 r., wydana została przez nową wytwórnię, V2. Zaraz po nagraniu grupę opuścił perkusista Steve Gorman, a Chris Robinson oznajmił chęć rozpoczęcia kariery solowej – wydał dwa albumy: New Earth Mud (2003) i This Magnificent Distance (2004). Płytę solową wydał także w 2004 r. Rich Robinson (Paper).
Zespół zszedł się na krótko w 2003 r., by zagrać na ceremonii "Jammy Awards", oraz na 5 koncertów w marcu 2005. Latem 2005 r. zagrał także jako support przed występem Toma Petty'ego and the Heartbreakers.
W 2006 r. została wydana płyta DVD z zapisem koncertu w Fillmore Auditorium w San Francisco, zatytułowana Freak 'n' Roll into the Fog, a we wrześniu ukazał się album The Lost Crowes, zawierający niepublikowane dotąd nagrania z sesji do poprzednich płyt.
W marcu 2008 zespół po siedmioletniej przerwie wydał album "Warpaint". Dobrze przyjęty przez krytyków okazał się być powrotem do korzeni amerykańskiego rocka. Była to pierwsza płyta zespołu z gitarzystą prowadzącym w roli Luthera Dickinsona z zespołu North Mississippi Allstars.
Natomiast w 2009 ukazało się następne wydawnictwo studyjne zespołu "Before the Frost...Until the Freeze". Wersja CD obejmuje jedną część albumu (11 utworów), udostępniając jednakże hasło do darmowego ściągnięcia z oficjalnej strony zespołu pozostałe dziewięć utworów. Wersja winylowa, obejmuje z kolei obie części albumu.

## Muzycy
Ostatni skład zespołu
- Chris Robinson – wokal prowadzący (1989–2002, 2005–2011, 2013-2015)
- Rich Robinson – gitara (1989–2002, 2005–2011, 2013-2015)
- Steve Gorman – perkusja (1989–2002, 2005–2011, 2013-2015)
- Sven Pipien – gitara basowa (1997–2000, 2005–2011, 2013-2015)
- Adam MacDougall – instrumenty klawiszowe (2007–2011, 2013-2015)
- Jackie Greene – gitara (2013-2015)

Byli członkowie zespołu
- Johnny Colt – gitara basowa (1989–1997)
- Jeff Cease – gitara (1989–1991)
- Eddie Harsch – instrumenty klawiszowe (1991–2002, 2005–2006)
- Marc Ford – gitara (1991–1997, 2005–2006)
- Audley Freed – gitara (1997–2002)
- Greg Rzab – gitara basowa (2000–2001)
- Andy Hess – gitara basowa (2001–2002)
- Bill Dobrow – perkusja (2005)
- Paul Stacey – gitara (2006–2007)
- Rob Clores – instrumenty klawiszowe (2006–2007)
- Luther Dickinson – gitara (2007–2011)

## Dyskografia
Albumy studyjne
| Shake Your Money Maker                     | - Data: 24 stycznia 1990 - Wydawca: American Recordings | 4  | 36 | —   | 61 | - USA: 5x platynowa płyta |
| The Southern Harmony and Musical Companion | - Data: 12 maja 1992 - Wydawca: American Recordings     | 1  | 2  | —   | 17 | - USA: 2x platynowa płyta |
| Amorica                                    | - Data: 1 listopada 1994 - Wydawca: American Recordings | 11 | 8  | —   | 17 | - USA: złota płyta        |
| Three Snakes and One Charm                 | - Data: 23 lipca 1996 - Wydawca: American Recordings    | 15 | 17 | —   | 39 |                           |
| By Your Side                               | - Data: 12 stycznia 1999 - Wydawca: American Recordings | 26 | 34 | 71  | 46 |                           |
| Lions                                      | - Data: 7 maja 2001 - Wydawca: V2                       | 20 | 37 | 141 | —  |                           |
| Warpaint                                   | - Data: 3 marca 2008 - Wydawca: Silver Arrow            | 5  | 52 | 96  | 24 |                           |
| Before the Frost...Until the Freeze        | - Data: 1 września 2009 - Wydawca: Silver Arrow         | 12 | 47 | 92  | 51 |                           |
| "—" album nie był notowany.                |                                                         |    |    |     |    |                           |

Albumy koncertowe
| Live at the Greek (oraz Jimmy Page) | - Data: 29 lutego 2000 - Wydawca: TVT          | 64  | 39 | 73 | 46 | - USA: złota płyta |
| Live                                | - Data: 20 sierpnia 2002 - Wydawca: V2         | 137 | —  | —  | —  |                    |
| Freak 'n' Roll...Into the Fog       | - Data: 12 marca 2006 - Wydawca: Eagle Rock    | 200 | —  | —  | —  | - USA: złota płyta |
| Warpaint Live                       | - Data: 28 kwietnia 2009 - Wydawca: Eagle Rock | —   | —  | —  | —  |                    |
| Wiser for the Time                  | - Data: 19 marca 2013 - Wydawca: Silver Arrow  | —   | —  | —  | —  |                    |
| "—" album nie był notowany.         |                                                |     |    |    |    |                    |